# Председатель Верховного суда Российской Федерации
Председатель Верховного суда Российской Федерации — высшее должностное лицо судебной власти Российской Федерации, назначаемое Советом Федерации Федерального Собрания Российской Федерации по представлению Президента Российской Федерации сроком на шесть лет.
Полномочия Председателя Верховного суда определены в ст. 12 Федерального конституционного закона «О Верховном Суде Российской Федерации».

## Председатели Верховного суда РСФСР
1. Стучка, Пётр Иванович (январь 1923 — январь 1932)
2. Булат, Иван Лазаревич (январь 1932 — октябрь 1937)
3. Дмитриев, Яков Петрович (октябрь — ноябрь 1937)
4. Солодилов, Андрей Петрович (ноябрь 1937 — октябрь 1938)
5. Рожнов, Игнатий Афанасьевич (и. о. октябрь 1938 — февраль 1939)
6. Рубичев, Анатолий Тимофеевич (февраль 1939 — май 1945) — первый раз.
7. Нестеров, Александр Михайлович (май 1945 — август 1949)
8. Битюков, Степан Павлович (август 1949 — март 1957)
9. Рубичев, Анатолий Тимофеевич (9 март 1957 — июль 1962) – второй раз
10. Смирнов, Лев Николаевич (июль 1962 — 1972)
11. Орлов, Александр Кириллович (сентябрь 1972 — декабрь 1984)
12. Мальшаков, Николай Петрович (декабрь 1984 — июнь 1987)
13. Смоленцев, Евгений Алексеевич (июль 1987 — июнь 1989)
14. Лебедев, Вячеслав Михайлович (июль 1989 — декабрь 1991)

## Председатели Верховного суда РФ
| № п/п | Председатель                            | Председатель | Срок полномочий                   | Назначен Советом Федерации по представлению президента | Примечание                                               |
| ----- | --------------------------------------- | ------------ | --------------------------------- | ------------------------------------------------------ | -------------------------------------------------------- |
| 1.    | Вячеслав Михайлович Лебедев (1943—2024) |              | 25 декабря 1991 — 23 февраля 2024 | Борис Ельцин Владимир Путин                            | Скончался, находясь в должности.                         |
| и. о. | Пётр Павлович Серков (род. 1955)        |              | 24 февраля — 17 апреля 2024       |                                                        | Исполняющий обязанности после смерти Вячеслава Лебедева. |
| 2.    | Ирина Леонидовна Подносова (1953—2025)  |              | 17 апреля 2024 — 22 июля 2025     | Владимир Путин                                         | Скончалась, находясь в должности.                        |
| и. о. | Юрий Григорьевич Иваненко (род. 1966)   |              | 22 июля 2025 — н. в.              |                                                        | Исполняющий обязанности после смерти Ирины Подносовой.   |